# 2021年アジアフィギュア杯
2021年アジアフィギュア杯（英語: Asian Open Figure Skating Trophy 2021）は、2021年に中国で開催されたフィギュアスケートの国際競技会。

## 概要
2021年アジアフィギュア杯は、2021-2022年シーズンに開催されるフィギュアスケート競技会アジアフィギュア杯。中国フィギュアスケート協会が主催し、2021年10月13日から17日にかけて、シニアクラスの男女シングル、ペア、アイスダンス競技が、中華人民共和国北京市の首都体育館にて行われた。当大会は第8回大会でISUチャレンジャーシリーズの一つに組み込まれた。しかし新型コロナウイルスの世界的流行等により、大会で得られるポイントはチャレンジャーシリーズの物としてでは無く、通常の国際大会と同様の物とされ、スケート連盟の公式記録上でも"ISU CS"の表記が無い。これは参加選手の兼ね合いにより、規定が満たせすISUチャレンジャーシリーズとして成立せず非公認大会となった為である。また、2022年北京冬季五輪のテスト大会という位置付けでの開催である。

## 脚註
1. ↑  “ISU Season's World Ranking 2021/2022 - Men”.  国際スケート連盟 (2021年10月16日). 2021年10月16日閲覧。
2. ↑  “ISU Bio Mai MIHARA 2021/2022”.  国際スケート連盟 (2021年10月15日). 2021年10月16日閲覧。
3. ↑  “フィギュア北京五輪テスト大会に鍵山優真、紀平梨花ら派遣　10・13開幕”.   日刊スポーツ (2021年9月13日). 2021年11月23日閲覧。
4. ↑  “Communication No. 2367: Decisions of the Council”.  国際スケート連盟 (2021年1月29日). 2021年10月16日閲覧。